# The Book of Boba Fett
The Book of Boba Fett (poznata i kao Star Wars: The Book of Boba Fett) američka je televizijska serija koju je osmislio Jon Favreau, a producirao LucasFilm Ltd.. Prikazuje se na streaming platformi Disney+ od 29. prosinca 2021. godine.
Ovo je druga akcijska televizijska serija smještena u svemiru Zvjezdanih ratova, kao i prvi spin-off serije, The Mandalorian.

## Radnja
Na pijesku Tatooinea, lovac na glave Boba Fett i plaćenica Fennec Shand putuju u dubine galaksije i bore se za stari teritorij Jabbe The Hutt.

## Pregled serije
| Sezona | Epizoda | Datum              | Datum            |
| Sezona | Epizoda | Premijera          | Finale           |
| ------ | ------- | ------------------ | ---------------- |
| 1      | 7       | 29. prosinca 2021. | 9. veljače 2022. |

### Prva sezona
1. Chapter 1: Stranger in a Strange Land
2. Chapter 2: The Tribes of Tatooine
3. Chapter 3: The Streets of Mos Espa
4. Chapter 4: The Gathering Storm
5. Chapter 5: Return of the Mandalorian
6. Chapter 6: From the Desert Comes a Stranger
7. Chapter 7: In the Name of Honor

## Glumačka postava

### Glavni
- Temuera Morrison kao Boba Fett: On je novi "Daimyo" iz Tatooinea, bio je lovac na ucjene i sin Janga Fetta. Serija se usredotočuje na Fettovo zaboravljanje na nasilje i želju za osvetom, kao i na njegovu usamljenost, uzrokovanu gledanjem oca kako umire u ranoj dobi. To ga tjera da pronađe novu obitelj u plemenu pljačkaša Tusken.
  - Finnegan Garay glumi Bobu Fetta kao dijete dok se Daniel Logan pojavljuje kao Boba Fett kao dijete kroz arhivske snimke iz filma Zvjezdani Ratovi: Epizoda II Klonovi Napadaju (2002.).
- Ming-Na Wen kao Fennec Shand: elitna plaćenica i profesionalna ubojica koja ulazi u službu Bobe Fetta nakon što joj on spasi život.
- Pedro Pascal kao Din Djarin / The Mandalorian: Usamljeni mandalorijanski lovac na glave kojem su prethodno pomagali Fett i Shand.

### Sporedni
- Matt Berry kao droid 8D8: Droid u službi Bobe Fett.
- Jennifer Beals kao Garsa Fwip: Madame Garsa Fwip vlasnica je vinarije Sanctuary u Mos Espi.
- David Pasquesi kao Twi'lek: batler gradonačelnika Moka Shaiza iz Mos Espe
- Carey Jones kao Krrsantan: Wookiee lovac na glave i bivši gladijator, koji je radio za blizance, rođake Jabba The Hutt, prije nego što ga je zaposlio Fett.

## Vanjske poveznice
- Službena stranica na starwars.com
- Službena stranica na disneyplusoriginals
- Službena stranica sve epizode na Disney+
- The Book of Boba Fett u internetskoj bazi filmova IMDb-a